# Zelippistes benhami
Zelippistes benhami är en snäckart som först beskrevs av Suter 1902.  Zelippistes benhami ingår i släktet Zelippistes och familjen toppmössor. Inga underarter finns listade i Catalogue of Life.